# علم نفس النظم
علم نفس النظم هو فرع من فروع علم النفس النظري وعلم النفس التطبيقي الذي يدرس السلوك البشري والخبرة كنظم معقدة. إنه مستوحى من نظرية النظم والتفكير المنظومي، ويعتمد على العمل النظري لروجر باركر، وجريجوري بيتسون، وهامبرتو ماتورانا وآخرين. تعتبر المجموعات والأفراد أنظمة توازن داخلي. المصطلحات البديلة هنا هي «علم النفس النظامي» و«سلوك الأنظمة» و«علم النفس القائم على الأنظمة».